# Lê Xuân Tùng
Lê Xuân Tùng (sinh năm 1936) là một Giáo sư Kinh tế, chính khách Việt Nam. Ông nguyên là Ủy viên Bộ Chính trị khóa VIII, Bí thư Thành ủy Hà Nội.

## Tiểu sử
Ông sinh tại làng Thọ Lộc, xã Sơn Lễ, huyện Hương Sơn, tỉnh Hà Tĩnh.
- Từ năm 1950 đến năm 1952, ông tham gia Thiếu sinh quân Liên khu 4.
- Năm 1953, học tại trường Trung cấp Sư phạm, khoá 2, tại Khu học xá Nam Ninh và tốt nghiệp năm 1956.
- Ông quyết định gia nhập đảng Lao động Việt Nam từ năm 1959.
- Năm 1961, ông được cử sang Liên Xô học Đại học Tổng hợp Voronezh (Воро́неж) và tốt nghiệp năm 1966, sau trở về giảng dạy tại Đại học Tổng hợp Hà Nội
- Năm 1969, ông sau chuyển sang giảng dạy, chủ nhiệm khoa Kinh tế- chính trị rồi Phó giám đốc Trường Nguyễn Ái Quốc (nay là Học viện Chính trị Quốc gia Hồ Chí Minh). Ngoài ra ông còn là giảng viên Trường đại học Kinh tài nay là Đại học Kinh tế Quốc dân. Những năm 1980 ông làm công tác thư ký cho Ủy viên Bộ Chính trị Lê Đức Thọ.
- Năm 1986, tại Đại hội Đảng lần thứ 6, ông trúng ủy viên dự khuyết Ban Chấp hành Trung ương Đảng Cộng sản Việt Nam, được cử làm trợ lý Tổng Bí thư Đảng Cộng sản Việt Nam.
- Năm 1991, tại Đại hội Đại biểu Toàn quốc lần thứ VII, ông được bầu vào Ban Chấp hành Trung ương, giữ chức Phó Bí thư thường trực Thành ủy Hà Nội.
- Năm 1996, ông được tái trúng cử vào Ban Chấp hành Trung ương và được bầu vào Bộ Chính trị (đến năm 2001), phụ trách công tác Tư tưởng – Văn hóa và Khoa giáo Trung ương và giữ chức Bí thư Thành uỷ Hà Nội (đến năm 2000).
- Mặc dù đã nghỉ hưu trí nhưng vẫn đang đảm nhiệm chức vụ ủy viên Hội đồng Lý luận Trung ương của Đảng Cộng sản Việt Nam.

## Đóng góp
Từ năm 1986 đến năm 1996, ông Lê Xuân Tùng phụ trách nhóm chuẩn bị phần kinh tế của Cương lĩnh xây dựng đất nước trong thời kỳ quá độ lên chủ nghĩa xã hội. Ông còn tham gia chuẩn bị văn kiện các kỳ họp Ban Chấp hành Trung ương, đặc biệt là Văn kiện Ban Chấp hành Trung ương lần VI, khoá VI (1989).

## Các tác phẩm sách tiêu biểu
- Lịch sử cận hiện đại Thái Lan
- Các lợi ích kinh tế (1983)
- Công nghiệp hóa xã hội chủ nghĩa trong thời kỳ quá độ lên chủ nghĩa xã hội ở Việt Nam (1985)
- Nền kinh tế nhiều thành phần ở Việt Nam (1987)
- Các thành phần kinh tế ở nước ta
- Những vấn đề lý luận - thực tiễn về hợp tác xã cổ phần (1999)
- Công tác tư tưởng - văn hóa, khoa giáo và sự lãnh đạo của Đảng (2001)
- Xây dựng và phát triển thương hiệu / Lê Xuân Tùng. - Hà Nội: Lao động - Xã hội, 2005
- Bách khoa thư Hà Nội, gồm 18 tập, ông là tổng chủ biên  Lưu trữ ngày 12 tháng 3 năm 2007 tại Wayback Machine

## Phong tặng
Ông được phong Phó giáo sư năm 1984 và Giáo sư năm 1988.